# Faber Drive
Faber Drive es un cuarteto musical de pop punk canadiense (Mission, Columbia Británica), nominado a los premios Juno. Han realizado giras con bandas como Hedley, Marianas Trench, Simple Plan, Metro Station, The New Cities y Stereos. Son muy populares en varias zonas de Canadá.
Son un descubrimiento de Chad Kroeger, miembro de Nickelback, y firmaron con su sello discográfico, 604 Records, tras ganar un concurso local de radio llamado Fox Seeds. Faber Drive lanzaron su primer álbum, Seven Second Surgery, el 15 de mayo de 2007, seguido por el lanzamiento de cuatro sencillos. Las mayores influencias de la banda son los grupos U2, The Police, Def Leppard, Jimmy Eat World y Stryper.
La banda también participó en la serie de televisión Kyle XY. Dos de sus canciones, "Killin' Me" y "Summer Fades to Fall" se usaron en el programa. Apareció en el episodio de la tercera temporada de la serie "Psychic Friend", emitido el 19 de enero de 2009 en Estados Unidos y el 1 de julio de 2009 en España.
El lanzamiento de su segundo disco, Can't Keep a Secret, evolucionó en estilo hasta un sonido synth pop.

## Miembros

### Actuales
- Dave Faber - Vocalista, Guitarra rítmica (2004-actualidad)
- Jeremy Liddle - Bajo, Coros (2004-actualidad)
- Jordan Pritchett - Guitarra líder, Coros (2009-actualidad)
- Andrew Stricko - Batería, Coros (2009-actualidad)

### Anteriores
- Ray Bull - Batería, Coros (2004-2008)
- David Hinsley - Guitarra líder, Coros (2004-2008)
- Calvin Lechner - Batería, Coros (2008-2009)